# Șceasnivka, Pidvolociîsk
Șceasnivka (în ucraineană Щаснівка) este un sat în comuna Palciînți din raionul Pidvolociîsk, regiunea Ternopil, Ucraina. Satul este situat în nord-estul regiunii istorice Galiția.

## Demografie
Componența lingvistică a localității Șceasnivka
     Ucraineană (100%)
Conform recensământului din 2001, toată populația localității Șceasnivka era vorbitoare de ucraineană (100%).